# Joyce Treen
Pour les articles homonymes, voir Treen.
Joyce Treen est une femme politique (néo-écossaise) canadienne. Elle a représenté la circonscription de Cole-Harbour-Eastern-Passage à la Chambre d'Assemblée de la Nouvelle-Écosse de 2013 à 2017.